# 16150 Clinch
16150 Clinch este un asteroid din centura principală de asteroizi.

## Descriere
16150 Clinch este un asteroid din centura principală de asteroizi. A fost descoperit pe 9 decembrie 1999 la Stația Anderson Mesa în cadrul programului LONEOS. El prezintă o orbită caracterizată de o semiaxă mare de 2,63 ua, o excentricitate de 0,23 și o înclinație de 14,5° în raport cu ecliptica.